# Antiseptic

Antisepticele (cuvânt ce provine din greacă ἀντί: anti, împotriva și σηπτικός: septicos, putrezit) sunt substanțe antibacteriene sau antivirale care sunt aplicate pe țesuturile vii sau pe piele, pentru a reduce posibilitatea de infecție, sepsis sau putrefacție. Antisepticele sunt deosebite de antibiotice din cauză că antibioticele acționează în organism, iar antisepticele pe suprafețe în afara organismului, și pentru că antisepticele au acțiune neselectivă asupra microorganismelor cu care devine în contact. 
Unele antiseptice sunt bactericide, capabile să ucidă bacteriile, iar altele sunt numai bacteriostatice realizând doar inhibarea creșterii sau înmulțirii bacteriilor. 
Antibacterienele sunt antisepticele care au capacitate dovedită de a acționa împotriva bacteriilor. Microbicidele care distrug particulele virale sunt numite viricide sau antivirale.